# Malcolm McMahon
Malcolm Patrick McMahon OP (ur. 14 czerwca 1949 w Londynie) – brytyjski duchowny rzymskokatolicki, dominikanin, w latach 2014–2025 arcybiskup metropolita Liverpoolu.
Ukończył studia w zakresie inżynierii maszyn w Manchesterze. Jako świecki pracował dla firmy Daimler Motor Company, a następnie w londyńskiej komunikacji miejskiej. W 1976 rozpoczął nowicjat w Zakonie Kaznodziejskim i został skierowany na studia filozoficzne w Blackfriars w Oksfordzie. Później studiował jeszcze teologię w Heythrop College w Londynie. W 1977 złożył śluby zakonne, a w 1982 otrzymał święcenia kapłańskie z rąk kardynała Basila Hume’a. W 1984 został kapelanem na politechnice w Leicesterze, a rok później został przeniesiony na stanowisko wikariusza w dominikańskiej parafii w Londynie. W 1989 został proboszczem obsługiwanej przez dominikanów parafii w Newcastle upon Tyne. Spędził na tym stanowisku niespełna rok, po czym powrócił do Londynu, gdzie został przeorem klasztoru św. Dominika i zarazem proboszczem działającej przy nim parafii.
W 1992 został wybrany na prowincjała dominikanów w Anglii, a w 1996 uzyskał reelekcję na drugą kadencję. 7 listopada 2000 papież Jan Paweł II mianował go biskupem Nottingham. Jego ingres do tamtejszej katedry odbył się 8 grudnia tego samego roku. Sakry udzielił mu ustępujący biskup tej diecezji James McGuinness.
21 marca 2014 papież Franciszek mianował go arcybiskupem metropolitą Liverpoolu. Ingres odbył się 1 maja 2014. Paliusz otrzymał z rąk papieża Franciszka w dniu 29 czerwca 2014. 
W latach 2019-2025 był wiceprzewodniczącym Konferencji Biskupów Anglii i Walii.
5 kwietnia 2025 ten sam papież przyjął jego rezygnację z urzędu arcybiskupa metropolity Liverpoolu. 